# Séisme de 2007 de Chūetsu-oki
Le séisme de 2007 de Chūetsu-oki est un séisme de magnitude 6,8 qui s'est produit le lundi 16 juillet 2007, à 10 h 13 locale (3 h 13, heure de Paris) dans la région de Niigata et qui a fait onze morts (tous âgés de plus de 70 ans) et plus de mille blessés. L'hypocentre était superficiel, de l'ordre de 10 kilomètres de profondeur, et localisé en mer près de Kashiwazaki et de Shika (dans ces deux villes se situent d'importantes installations nucléaires).
Le séisme a été fortement ressenti sur l'ensemble de la partie nord-ouest de Honshū la principale île du Japon, particulièrement sur toute la côte s'étendant de la péninsule de Noto à la ville de Niigata au nord-est. Il a été accompagné de plusieurs autres répliques importantes dans le même secteur, dont une de magnitude 5,8 à 15 h 37 heure locale le même jour.
Il a causé de nombreuses interruptions dans la fourniture d'énergie, avec des ruptures de conduites de gaz (dont la distribution a été suspendue dans de nombreux secteurs) et des interruptions de la fourniture d’électricité. Le trafic ferroviaire a été également interrompu sur plusieurs lignes dont l'infrastructure a été endommagée. Le coût total en est estimé à plus de 1 500 milliards de yens (plus de 9 milliards d'euros).

## Incidents à la centrale nucléaire de Kashiwazaki-Kariwa
Ce séisme a provoqué plusieurs incidents sérieux dans l'une des plus grandes centrales nucléaires du monde, celle de Kashiwazaki-Kariwa, située en bord de mer à seulement 10 kilomètres au sud-est de l'épicentre, y blessant 7 personnes.
Les secousses constatées ont dépassé les niveaux de référence au niveau de chaque réacteur, notamment 606 gals au niveau du réacteur n°2 soit plus de 3 fois la référence de conception (167 gals en déplacement horizontal est-ouest). Le réacteur n°1 a subi les plus fortes secousses jamais enregistrées par un réacteur nucléaire au Japon.
Quatre des sept réacteurs du site ont dû subir un arrêt d’urgence, trois étaient en fonctionnement au moment du séisme (tranches 3, 4 et 7) et un en cours de démarrage (tranche 2), les autres étant déjà à l'arrêt pour inspection (tranches 1, 5 et 6). Le premier incident visible a été l'incendie pendant deux heures d'un transformateur externe du réacteur n°3. La société Tokyo Electric Power Co (TEPCO), propriétaire de la centrale a d'abord réfuté le moindre danger pour l'environnement ou la population.
Environ quatre cents fûts contenant des déchets faiblement radioactifs se sont renversés à la centrale nucléaire de Kashiwazaki lors du tremblement de terre de mardi au Japon, et une quarantaine d'entre eux se sont ouverts mais aucune radiation n'a été détectée à l'extérieur du site, a affirmé le 18 juillet l'entreprise chargée des installations.
Le même jour, Tepco annonce que la radioactivité n'a pas atteint 60 000 mais 90 000 becquerels. « Il y a eu une erreur dans le calcul de la radioactivité de l'eau qui s'est échappée dans la mer », a expliqué Tepco dans un communiqué. « Mais la radioactivité corrigée reste sous la limite légale et n'affecte pas l'environnement. » Les doses correspondantes pour la population seraient bien inférieures au nanosievert. Le ministre de l'Économie et de l'Industrie, Akira Amari, décide de maintenir l'arrêt des sept réacteurs et le maire de Kashiwazaki ordonne la fermeture  de la centrale nucléaire. Le Premier ministre, Shinzō Abe, déclare : « Cette fois, l'alerte a été donnée trop tardivement. »
Liste des anomalies les plus notables recensées sur l’ensemble du site :
- Sur la tranche n°3, un incendie s’est déclaré sur un transformateur électrique à l’extérieur du bâtiment du réacteur. Il a fallu attendre l'arrivée des pompiers de la ville pour combattre le feu d'hydrocarbure (huile contenue dans le transformateur), TEPCO n'ayant pas le matériel nécessaire sur le site. Il s’agit du premier cas connu d’incendie dans une centrale nucléaire résultant d’un tremblement de terre.
- Toutes les piscines de désactivation ont débordé, notamment celle de la tranche n°6 qui a déversé 1 200 litres d'eau radioactive en mer.
- Le pont roulant servant à soulever le couvercle de la cuve pressurisée du réacteur n°6 ayant été endommagé, la vérification technique de l'intérieur du réacteur (notamment une éventuelle déformation des barres de contrôle) est impossible jusqu'à sa réparation[7], réparation non encore effectuée au 13 août[8].
- Sur la tranche n°7, des traces de radioactivité (cobalt 60, iode 131, iode 133 et chrome 51) ont également été détectées dans le filtre du système de ventilation, témoignant que ces substances radioactives ont été libérées en nombre dans l'atmosphère.

Les révisions à la hausse des quantités de radioactivité libérées ont entraîné une certaine suspicion du public et particulièrement des riverains à l'égard des informations officielles. De nombreuses personnes habitant à proximité ont été évacuées.
Le gouvernement central, les autorités locales et Tepco ont ordonné des examens géologiques car ils craignent que la faille active qui a provoqué le séisme ne passe directement sous la centrale.
L'Agence internationale de l'énergie atomique a proposé son aide et l'envoi d'une équipe d'experts au Japon pour l'enquête sur les conséquences du séisme. Celle-ci visitera le site du 6 au 10 août 2007.
À la suite de fortes pluies dans la nuit du 25 au 26 juillet et de la dégradation des structures étanches de quatre bâtiments de la centrale, 30 tonnes d'eau se sont infiltrées dans la « zone contrôlée », sans cependant entrainer de fuite radioactive supplémentaire.
TEPCO aurait recensé 1 263 anomalies au total sur le site mais aucune victime d'irradiation n'est à déplorer.
En mars 2007 déjà, un séisme similaire s'était produit près de la centrale de Shika à 175 km au sud-ouest de celle de Kashiwazaki, ce qui avait provoqué le débordement de réservoirs d’effluents radioactifs.

## Autres conséquences
Les 12 constructeurs automobiles japonais ont annoncé des réductions de production (de l'ordre de 120 000 véhicules) en raison d'une pénurie de pièces détachées : Riken, qui fournit environ 70 % des joints d'étanchéité et plus de 40 % des segments de piston utilisés dans l'industrie automobile japonaise, a arrêté sa production pendant une semaine. Ses usines sont situées à Kashiwazaki.
Les Japonais appréhendent une possible pénurie d'électricité à Tōkyō pendant la saison d'été, saison de fortes chaleurs où la consommation électrique est à son pic pour alimenter les climatiseurs. La compagnie Tokyo Electric Power a demandé de l'aide à ses concurrentes pour répondre aux énormes besoins en électricité de la capitale, située à 250 km au sud. Les Japonais devraient aussi être appelés à réduire leur consommation.
La valeur boursière de Tepco a chuté  de 13 % une semaine après le séisme. La préfecture du Niigata évalue le coût pour Tepco de l'arrêt de la centrale à 700 milliards de yens soit plus de 4 milliards d'euros.

## Système d'alerte au séisme
L'Agence météorologique japonaise a pu tester l'effectivité de son système expérimental d'alerte aux tremblements de terre. Ce système prévient 10 à 60 secondes avant l'apparition des secousses suivant la distance à l'épicentre. Il ne sera généralisé qu'en octobre 2007 en raison de la possibilité de lancement de fausses alertes et des risques de panique associés.

## Polémique
Ces incidents renouvellent la crainte des conséquences d'un nouveau grand tremblement de terre dans la région de Tōkai: il s'en produit un tous les 150 ans environ. Or la centrale nucléaire de Hamaoka est construite sur une faille active, à environ 100 km au sud-ouest de Tokyo, sous les vents dominants, faisant craindre un genpatsu-shinsai, terme usité pour parler d'une catastrophe nucléaire déclenchée par un tremblement de terre.